# Astronomische Nachrichten
Astronomische Nachrichten – niemieckie czasopismo naukowe poświęcone astronomii. Jest to jeden z najstarszych w świecie periodyków o tematyce astronomicznej, a zarazem najstarszy, które ukazuje się do tej pory. Czasopismo to założył Heinrich Christian Schumacher w 1821 roku. Współcześnie zamieszcza artykuły napisane w języku angielskim.